# Maardu
För andra betydelser, se Maardu (olika betydelser).

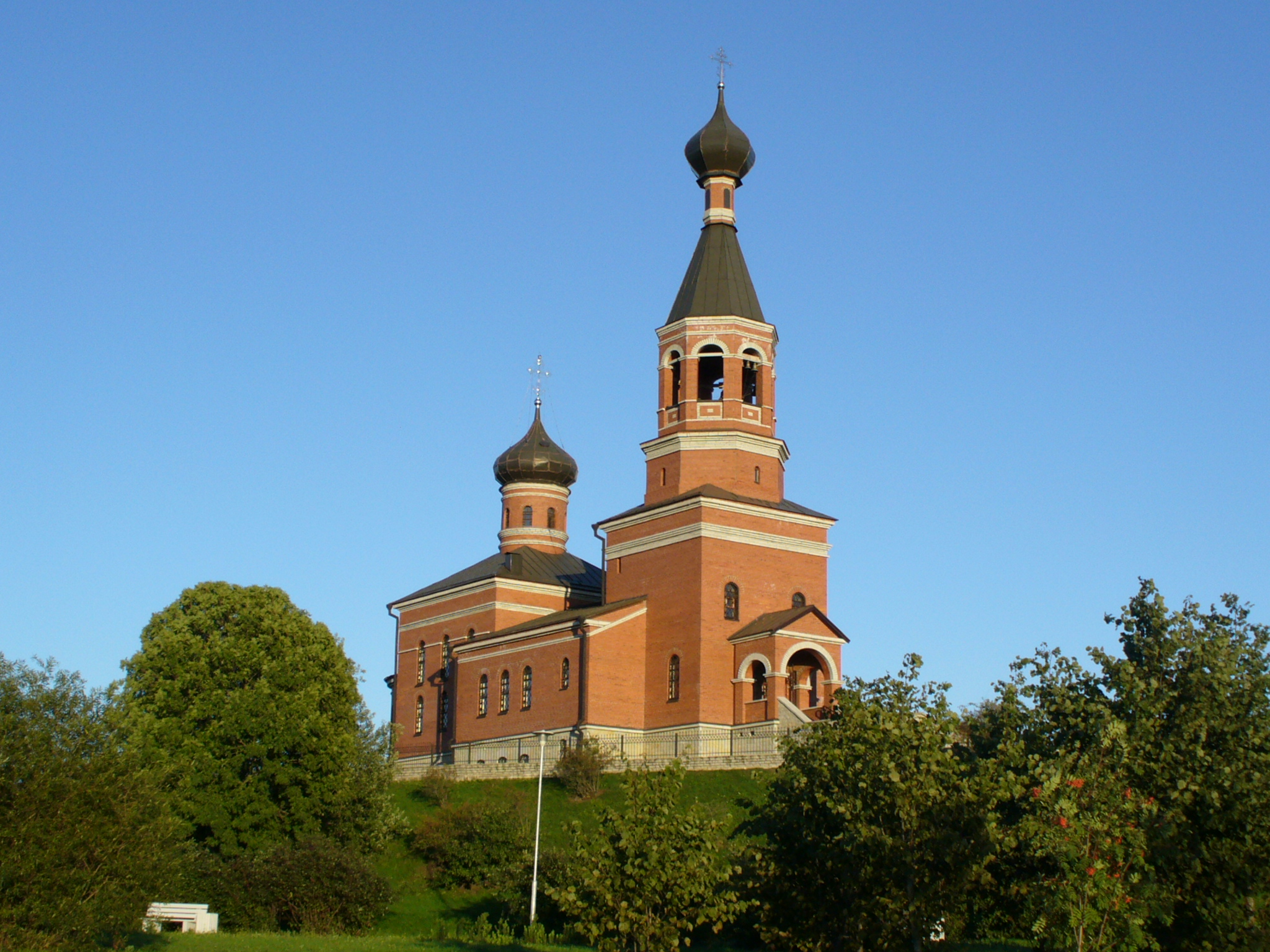
Den rysk-ortodoxa kyrkan Ärkeängeln Mikaels kyrka i Maardu.

Maardu är en stad i landskapet Harjumaa i norra Estland. Den utgör en egen stadskommun (estniska: linn) och ligger 15 km öster om huvudstaden Tallinn. Antalet invånare är 15 189.
Maardu ligger utmed riksväg 1 (E20) och kommunen har en smal kustremsa mot Finska viken. Den stora hamnen Muuga sadam vid bukten Muuga laht ligger delvis i Maardu och delvis i byarna Muuga och Uusküla. I kommunens sydöstra del ligger sjön Maardu järv och bortom den en by med samma namn, Maardu, som dock är belägen i grannkommunen, Jõelähtme kommun.

## Vänorter
Maardu har följande vänorter:
- Białogard, Polen
- Bijelo Polje, Montenegro
- Chabarovsk, Ryssland
- Changchun, Kina
- Elektrėnai, Litauen
- Frunzenski rajon, Vitryssland
- Tjornomorsk, Ukraina
- Jēkabpils, Lettland
- Kalininskij rajon, Sankt Petersburg, Ryssland
- Kallaste, Estland
- Klaipėdos rajono savivaldybė, Litauen
- Krasnoarmejskij rajon, Volgograd, Ryssland
- La Seyne-sur-Mer, Frankrike
- Myrhorod, Ukraina
- Mysjkin, Ryssland
- Ostasjkov, Ryssland
- Pikaljovo, Ryssland
- Prince George, Kanada
- Sihanoukville, Kambodja
- Ulan Bator, Mongoliet
- Vanadzor, Armenien
- Velikije Luki, Ryssland